# Аллуитсуп-Паа
Аллуитсуп-Паа (гренл. Alluitsup Paa) — поселение в коммуне Куяллек, Гренландия.

## Описание

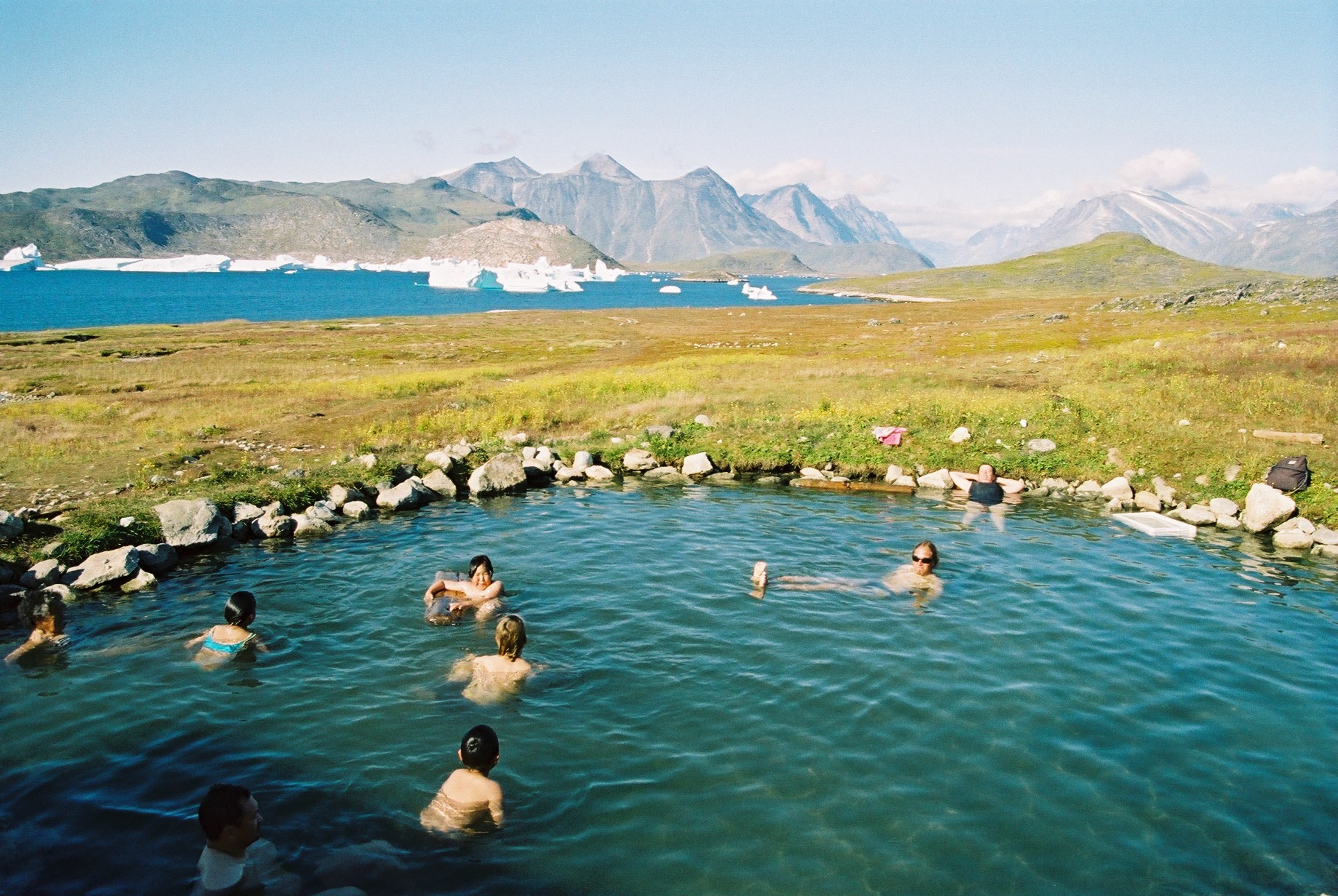
Геотермальные источники острова Уунарток.

Аллуитсуп-Паа находится на полуострове, отделённом от «большой земли» сухопутным мостом шириной около 150 метров.
В поселении имеется универсальный магазин Pilersuisoq, два продуктовых киоска, почтовое отделение, интернет-кафе, футбольное поле, 11-летняя школа, в которой в 2006/2007 учебном году обучалось 50 детей, фельдшерский пункт, стоматолог, две гостиницы на 6 и 8 номеров. Близ поселения находится остров Уунарток, на котором бьют геотермальные источники с температурой 34—38°С. На том же острове обнаружены остатки сооружений XVIII — начала XIX века, которые возводили коренные жители, также обнаружены руины монастыря, возведённого на рубеже I и II тысячелетия.
Поселение обслуживает одноимённый вертодром, работающий круглогодично. Автомобильными дорогами Аллуитсуп-Паа с другими населёнными пунктами не связано, путешествие на север (с остальных трёх сторон полуостров окружён морем) возможно если не воздухом, то только пешком или на вездеходах, зимой — на ездовых собаках.

## История
Фактория под названием Sydprøven открылась здесь в 1830 году одновременно с Nordprøven (ныне — Нарсак). Коренное гренландское название Аллуитсуп-Паа означает «За пределами Аллуитсока» (ныне покинутое поселение неподалёку).

В 1926 году открылась церковь, которая сгорела в конце 2007 года и с тех пор не была восстановлена; ближайшая церковь находится в городе Какорток.

С 1 января 2009 года Аллуитсуп-Паа после административной реформы перешёл из муниципалитета Нанорталик в подчинение коммуне Куяллек. Также до этой реформы Аллуитсуп-Паа являлся крупнейшим населённым пунктом Гренландии без муниципального статуса.

## Демография
В конце XX — начале XXI века почти все населённые пункты Южной Гренландии теряют своих жителей. В Аллуитсуп-Паа показатель сокращения населения один из самых высоких: за первые 12 лет XXI века его население сократилось почти вдвое, с 524 до 278 человек.